# UFC 248
UFC 248: Adesanya vs. Romero foi um evento de MMA produzido pelo Ultimate Fighting Championship no dia 7 de março de 2020, na T-Mobile Arena, em Las Vegas, Nevada.

## Background
Uma luta pelo Cinturão Peso Médio do UFC entre o campeão linear Israel Adesanya e o ex-campeão interino  e medalhista de prata nas olimpíadas de 2000 Yoel Romero serviu como luta principal do evento.
Uma luta pelo Cinturão peso palha feminino do UFC entre a campeã linear Zhang Weili e a ex-campeã Joanna Jędrzejczyk serviu como co-main event.
Uma luta nos médios entre o ex-campeão Robert Whittaker e Jared Cannonier foi marcada para este evento. Entretanto, foi anunciado em 15 de janeiro de Whittaker havia se retirado da luta.
Uma luta nos galos entre Sean O’Malley e o vencedor do The Ultimate Fighter: América Latina José Alberto Quiñónez estava marcada para acontecer originalmente no UFC 229: Khabib vs. McGregor. Entretanto, O’malley falhou no teste anti-doping e foi suspenso. A luta era para acontecer no UFC 247: Jones vs. Reyes, mas por razões desconhecidas foi remarcada para este evento.
Embora não anunciado oficialmente, uma luta nos penas entre Calvin Kattar e Jeremy Stephens era esperada para acontecer neste evento. Entretanto, Stephens foi removido do card em Janeiro devido a uma lesão. A luta foi remarcada para o UFC 249.
Na pesagem, Emily Whitmire se apresentou com 53,2 kilos, 700 gramas acima do limite da categoria peso palha que é de 52,5 kg. Ela foi multada com 20% de sua bolsa e sua luta contra Polyana Viana era esperada para proceder no peso casado. Entretanto, Whitmire foi hospitalizada no dia do evento e a luta foi cancelada.

## Resultados
Nota 1 Pelo Cinturão Peso Médio do UFC. 

Nota 2 Pelo Cinturão Peso Palha Feminino do UFC.

## Bônus da Noite
Os lutadores receberam US$50.000 de bônus:
- Luta da Noite:  Zhang Weili vs.  Joanna Jędrzejczyk
- Performance da Noite:  Beneil Dariush e  Sean O’Malley